# Conselho Privado do Rei para o Canadá
O Conselho Privado do rei para o Canadá, também conhecido como O Conselho Privado de Sua Majestade para o Canadá ou simplesmente Conselho Privado  é uma instituição canadense criado pela Constituição do Canadá que desempenha um papel simbólico no governo do país.
Tem por função, segundo o artigo 11 da Lei Constitucional de 1867, de aconselhar o rei ou seu Vice-rei, o Governador-geral em suas decisões em relação a assuntos constitucionais e de Estado, sendo uma instituição apolítica. O governo, quanto a ele, é a ramificação política ativa do Conselho. Seus membros são nomeados pelo governador-geral. O Governo do Canadá, que é formalmente conhecido como Governo de Sua Majestade
é definido pela Constituição do Canadá como a Rainha governando aconselhada pelo Conselho Privado da Rainha para o Canadá, o que é tecnicamente conhecido como Rainha em conselho ou Governador-Geral em conselho, referindo-se ao governador-geral do Canadá como representante da Rainha.
É comum encontrar nos documentos oficiais do governo do Canadá a menção Governador-Geral em Conselho (inglês: Governor-inCouncil; francês: gouverneur général en conseil). Esta é a forma jurídica do Gabinete do Canadá.
Os membros do governo se tornam, em primeiro lugar, conselheiros privados da Rainha, o que lhes dá o direito de observação sobre os documentos do Governo do Canadá. Sendo cargos vitalícios, podem-se encontrar no Conselho antigos ministros e outras personalidades como membros. Na prática, apenas os ministros tem poder real.
Durante a formação gabinete, o Governador-Geral nomeia dentre os membros do governo a Lista dos Presidentes do Conselho Privado da Rei para o Canadá. Este é um posto simbólico e o detentor do título é habitualmente um político empossado em alguma pasta ministerial.
Os membros do Conselho Privado usam o título de O Honorável em caráter vitalício e utilizam as incrições "P.C." em inglês ou "C.P." em francês, tendo também direitoa lugares reservados em cerimônias tais como funerais nacionais e participar de reuniões oficiais do Conselho Pivado.